# Katima Mulilo Rurale
Il distretto elettorale di Katima Mulilo Rurale è un distretto elettorale della Namibia situato nella regione dello Zambesi con 16.399 abitanti al censimento del 2011. Il capoluogo è la città di Katima Mulilo.
Il suo territorio circonda il distretto elettorale di Katima Mulilo Urbano (che consiste nella città) e si estende a sud comprendendo i villaggi di Bukalo e Ngoma e parti del Lago Liambezi.  